# Anna av Österrike (1432–1462)
För andra betydelser, se Anna av Österrike (olika betydelser).
Anna av Österrike, född 12 april 1432 i Wien, hertigdömet Österrike, död 13 november 1462 i Eckartsberga, lantgrevskapet Thüringen, var en österrikisk ärkehertiginna och hertiginna av Luxemburg, genom äktenskap med Vilhelm III av Thüringen även lantgrevinna av Thüringen och titulär hertiginna av Sachsen.

## Biografi
Anna var äldsta dotter till den tysk-romerske kungen Albrekt II av huset Habsburg, och hans gemål prinsessan Elisabeth av Böhmen och Ungern. Hon var därigenom dotterdotter till kejsar Sigismund av huset Luxemburg.
Hon gifte sig vid 14 års ålder 20 juni 1446 i Jena med hertig Vilhelm III av Sachsen, lantgreve av Thüringen. Hon avstod därvid från sina arvsanspråk på Österrike men behöll däremot anspråken på Böhmen och Ungern. Annas mor Elisabeth överlät sina anspråk på hertigdömet Luxemburg på dottern, att regeras av svärsonen i Annas namn. Denne hade redan 1441 ockuperat Luxemburg men tvingats bort av trupper tillhörande hertig Filip III av Burgund. Vilhelm tvingades även avstå anspråken på Böhmen till Georg Podiebrad men kom efter Annas bror Ladislaus död 1457 att titulera sig hertig av Luxemburg. I praktiken var Vilhelm oförmögen att försvara det avlägsna Luxemburg mot det militärt överlägsna Burgund och han kom sedermera att dra tillbaka sina trupper till Thüringen.
Äktenskapet mellan Anna och Vilhelm III blev olyckligt. Vilhelm försköt henne till förmån för sin älskarinna Katharina von Brandenstein och Anna förvisades till slottet Eckartsburg, där hon levde till sin död 1462. Ett försök att återvända till makens hov ska ha resulterat i att denne kastade en träsko i ansiktet på henne vid ankomsten och därefter skickade tillbaka henne till Eckartsburg. 
Hon begravdes i klostret Reinhardsbrunn utanför Friedrichsroda. Kort efter Annas död kom maken 1463 att gifta om sig med Katharina von Brandenstein.

## Barn
I äktenskapet med Vilhelm III av Thüringen hade Anna två döttrar:
- Margareta av Thüringen (1449–1501), gift 1476 med kurfurst Johan Cicero av Brandenburg (1455–1499)
- Katarina av Thüringen (1453–1534), gift 1471 med hertig Henrik den yngre av Münsterberg (1452–1492)